# Смирнов, Дмитрий Матвеевич
Дмитрий Матвеевич Смирнов (27.10.1919-13.04.2005) — российский математик, доктор физико-математических наук, профессор кафедры алгебры и математической логики Новосибирского университета.
Родился в деревне Шилово Середского уезда Иваново-Вознесенской губернии (сейчас — Середский район Ивановской области). Окончил среднюю школу в с. Хреново.
Участник войны. В действующей армии:
- 05.1942-11.1943, командир взвода; 10 батарея 603 АД Моск. Армия ПВО, Западный фронт; 1204 зенитно-артиллерийский полк ПВО Западного фронта, 1 Украинский фронт;
- 08.1945-09.1945, 1777 зенитно-артиллерийский полк 60 зенитно-артиллерийской дивизии 1 Дальневосточного фронта. Старший лейтенант.

Награждён медалями «За боевые заслуги», «За победу над Германией», «За победу над Японией» и орденом Отечественной войны II степени (1985).
Окончил Ивановский педагогический институт (1941) и его аспирантуру (1951). Работал там же, в 1957—1959 гг. декан математического факультета; в 1959—1962 гг. зав. кафедрой геометрии ИПИ.
С 1962 г. в Институте математики Сибирского отделения АН СССР/РАН: зав. лабораторией алгебраических систем (1966—1986), зав. отделом алгебраических систем (1977—1986), зав. отделом теории групп и алгебраических систем (1986), главный научный сотрудник (с 1989).
По совместительству работал в НГУ, с 1962 доцент, с 1967 г. профессор кафедры алгебры и математической логики ММФ.
Доктор физико-математических наук (1966), тема диссертации «О некоторых свойствах обобщенно разрешимых групп и близких к ним алгебр» (1966). Профессор (1967).
Лауреат премии Президента Российской Федерации в области образования (2002). Награждён медалью ордена «За заслуги перед Отечеством» II степени (2002); медалью Жукова (1996).
Автор более 100 научных публикаций. Сочинения:
- О некоторых свойствах обобщенно разрешимых групп и близких к ним алгебр : диссертация … доктора физико-математических наук : 01.00.00. — Новосибирск, 1965. — 256 с.
- Многообразия алгебр [Текст] / Д. М. Смирнов; отв. ред. И. А. Мальцев ; Российская акад. наук, Сибирское отд-ние, Ин-т математики. — Новосибирск : Наука. Сибирская изд. фирма, 1992. — 202, [2] с. : ил.; 26 см; ISBN 5-02-029968-5
- О группах с верхним центральным рядом // Матем. сборник. 1953. Т. 33, № 2. С. 471—484.
- Об обобщенно разрешимых группах и их групповых кольцах // Матем. сборник. 1965. Т. 67, № 3. С. 366—383.
- Типы представимости многообразий и строгие условия Мальцева // Сиб. матем. журнал. 1994. Т. 35, № 3. С. 683—695.
- История математики [Текст] : учебное пособие / О. Д. Максимова, Д. М. Смирнов ; М-во образования и науки РФ, Новосибирский гос. ун-т, Механико-мат. фак., Каф. прикладной математики. — Новосибирск : НГУ, 2016. — 319 с. : ил., табл.; 21 см; ISBN 978-5-4437-0476-0